# Grünleger

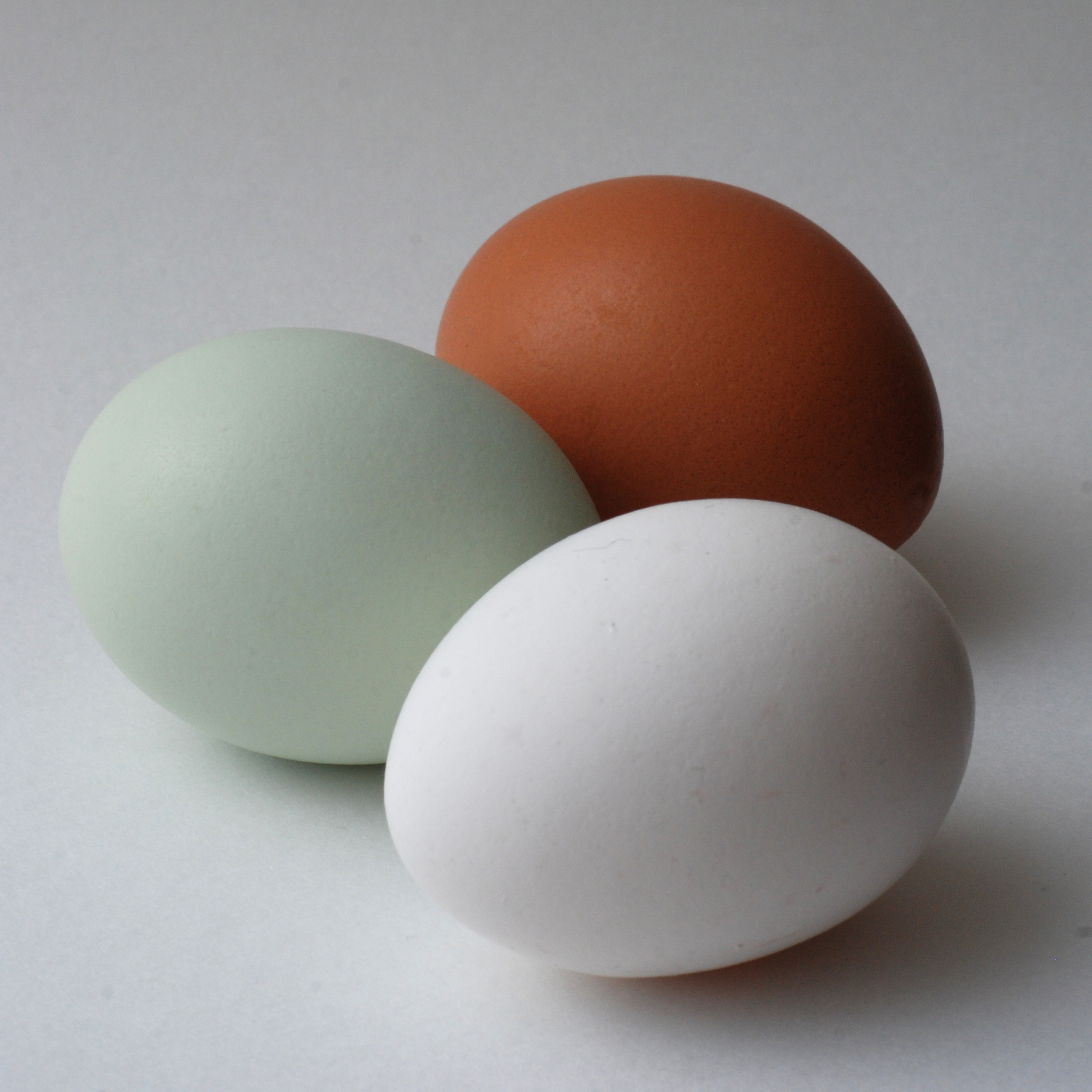
Ein grünes Araucana-Ei im Vergleich neben Eiern mit brauner und weißer Schalenfarbe

Grünleger werden Haushühner genannt, die Eier mit grüner bis türkisfarbener Eierschale legen. Für die grüne Farbe der Eier sorgt der Gallenfarbstoff Oocyan. Als erster „Grünleger“ wurde die Rasse Araucana bekannt.
Araucana vererben die Eigenschaft, grüne Eier zu legen, dominant an ihre Nachkommen. Hennen aus Verpaarungen mit Hühnern oder Hähnen dieser Rasse legen immer grüne Eier. In der Geflügelwirtschaft wird dies genutzt, um durch Kreuzungen mit Rassen hoher Legeleistung Hennen zu erhalten, die viele grüne Eier legen. Die Kreuzungsprodukte werden als Grünleger verkauft. Wird mit diesen Tieren weiter gezüchtet, geht die Grünfärbung der Eier wieder verloren. Werden Araucanas mit Hühnern gekreuzt, die braune Eier legen, vermischen sich die Färbungen und die neue Generation legt olivgrüne Eier.
Neben der grünen Eierschalenfarbe haben die Araucana auch anderen Einfluss auf die Grünlegerhybriden: Die Hennen sind eher klein, ihnen fehlen gelegentlich die Schwanzfedern oder sie sind ganz schwanzlos.

Weiße Grünlegerhenne
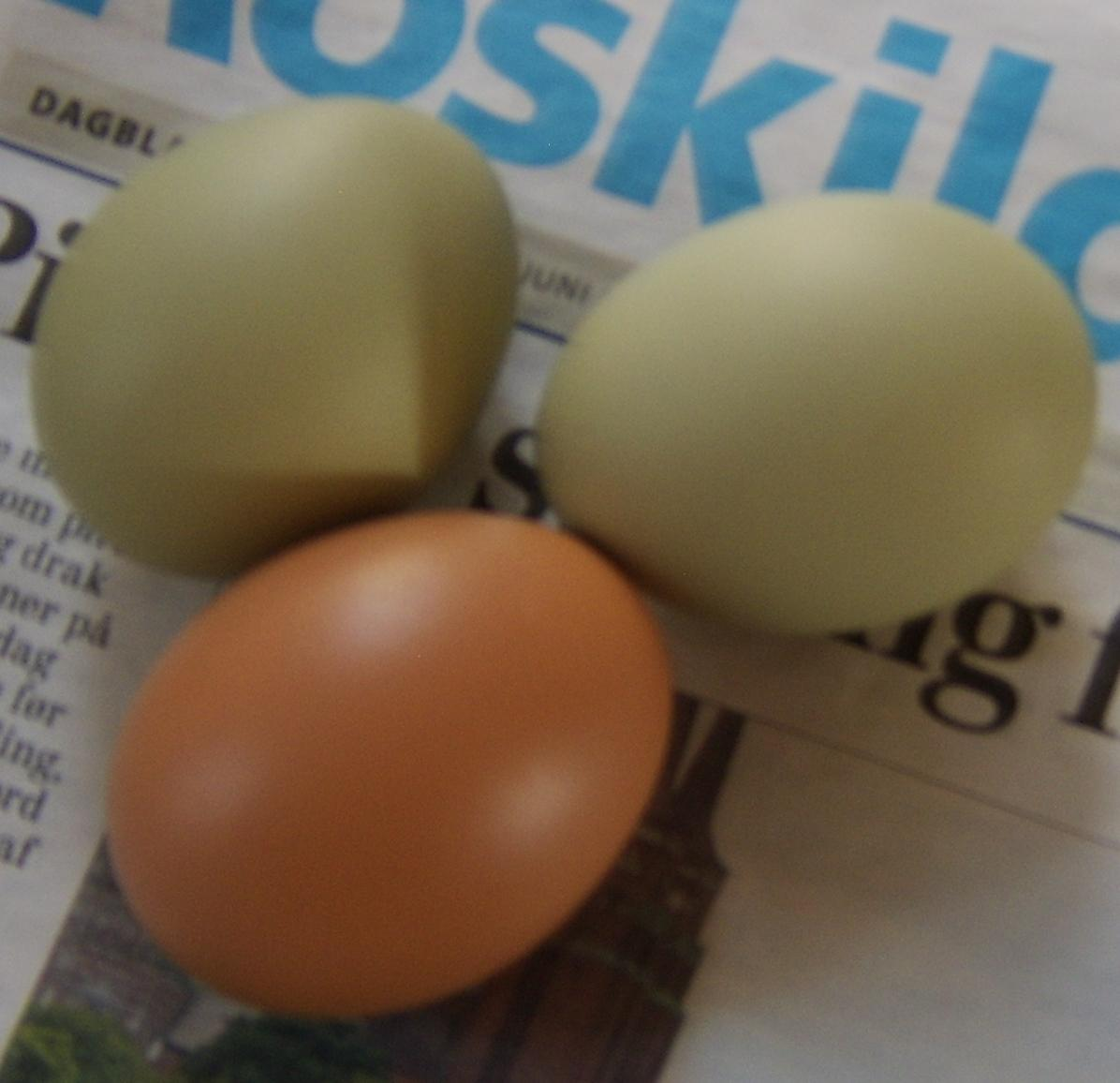
Olivgrüne Eier von Grünlegern
Blaue Grünlegerhenne

Javanesische Zwerghühner legen ebenfalls grüne Eier. Auch sie tragen Gene der Araucana.
Unter anderem als Grünleger bekannt sind die Schwedischen Isbar und die englischen Cream Legbar.

## Nachweise
1. 1 2  Oocyan. Archiviert vom Original (nicht mehr online verfügbar) am 2. Mai 2016; abgerufen am 16. Januar 2016.  Info: Der Archivlink wurde automatisch eingesetzt und noch nicht geprüft. Bitte prüfe Original- und Archivlink gemäß Anleitung und entferne dann diesen Hinweis.
2. ↑  Frank Allmer: Stolze Hähne. und fleißige Hennen (= Landleben). Cadmos Verlag, Brunsbek 2009, ISBN 978-3-86127-674-6, Bunte Eier: Grünleger und Rotleger, S. 70–71.
3. 1 2  Michael von Lüttwitz: Hühner halten (= GU Tierratgeber). Gräfe Und Unzer, 2015, ISBN 978-3-8338-4846-9.